# Vellinge

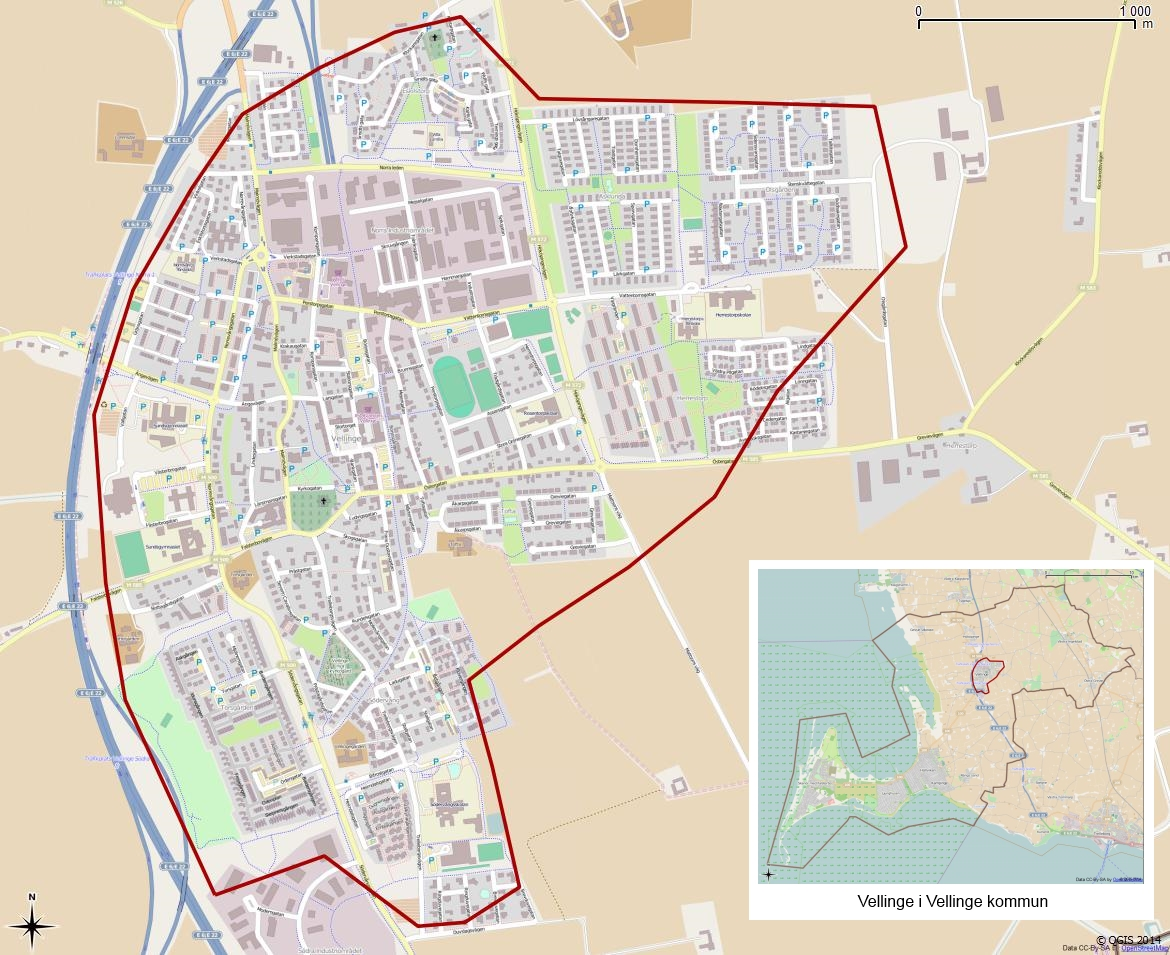
Tätorten Vellinges avgränsning 1990.

Vellinge (äldre stavningar: Hvellinge, Vällinge) är en tätort och centralort i Vellinge kommun i Skåne län. 
Norra delen av tätorten ligger i Eskilstorps socken och här finns Eskilstorps kyrka. Centrala och södra delen är kyrkbyn i Vellinge socken med Vellinge kyrka. Orten är belägen på Söderslätt, invid motorvägen E6/E22 mellan Malmö och Trelleborg. Vellinge Norra och Vellinge Södra och Vellinge Ängar heter ortens tre trafikplatser.

## Historia
Vellinge bykärna går tillbaka till sen vikingatid omkring 1000 e.Kr vilket utgrävningar visat. Ortnamnet är dock av äldre typ med ändelsen ”–inge”. Förledet i Vellinge menas vara ordet ”Hvall” men med okänd innebörd. De äldsta skriftliga beläggen förekommer under perioden 1300-1350. Cirka 1570 fanns i Vellinge 36 bondgårdar vilka alla låg samlade runt den medeltida Vellinge kyrka. Till socknen hörde då också Herrestorp by med 5 bondgårdar.
Med anläggandet av Malmö-Trelleborgs järnväg (MTJ) år 1886 började orten utvecklas som en viktig stationsort på Söderslätt. År 1904 invigdes Hvellinge-Skanör-Falsterbo järnväg (HSFJ), vars ägande bolag från början dominerades av MTJ och blev helägt dotterbolag 1925. 
För Vellinge inrättades Vellinge 2 oktober 1908 Vellinge municipalsamhälle i Vellinge landskommun som sedan upplöstes 31 december 1954. Trots järnvägen skulle den lantliga miljön dominera under lång tid framöver. Så fanns till exempel i Vellinge socken år 1928 258 hästar, 1029 nötkreatur, 30 får och 788 svin. År 1931 fanns 1 705 invånare. Vellinge hade vid samma tid apotek, läkare, två bankkontor samt ett sextiotal handlanden. 
År 1960 upphörde all trafik på järnvägssträckan Vellinge-Trelleborgs övre. Återstående trafik på sträckan Södervärn-Vellinge-Falsterbo upphörde 1971.
År 2007 brann genom pyromandåd delar av Sundsgymnasiet, vårdcentralen och tandläkarmottagningen ned till grunden, men dessa är nu uppbyggda igen.
År 2017 brann Lindesgården, även känd som fritidsgården, ner i en anlagd mordbrand. Fritidsgården har sedan öppnats upp på nytt på ett annat ställe.

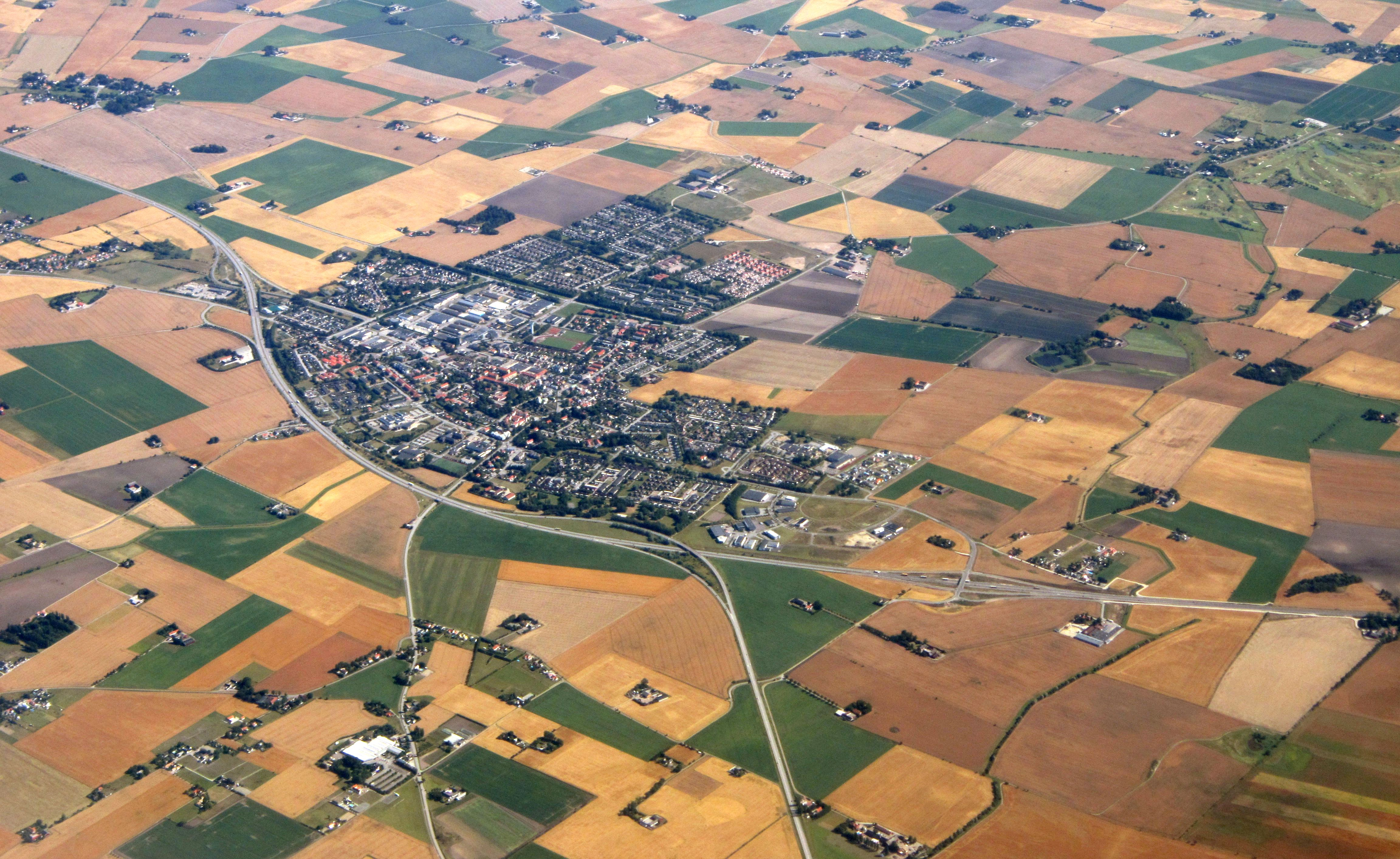
Flygfoto över Vellinge

### Befolkningsutveckling
| Befolkningsutvecklingen i Vellinge 1960–2020    | Befolkningsutvecklingen i Vellinge 1960–2020 | Befolkningsutvecklingen i Vellinge 1960–2020 | Befolkningsutvecklingen i Vellinge 1960–2020 | Befolkningsutvecklingen i Vellinge 1960–2020 |
| ----------------------------------------------- | -------------------------------------------- | -------------------------------------------- | -------------------------------------------- | -------------------------------------------- |
|                                                 |                                              |                                              |                                              |                                              |
| År                                              |                                              |                                              | Folkmängd                                    | Areal (ha)                                   |
| 1960                                            | 1960                                         |                                              | 1 605                                        |                                              |
| 1965                                            | 1965                                         |                                              | 1 815                                        |                                              |
| 1970                                            | 1970                                         |                                              | 2 486                                        |                                              |
| 1975                                            | 1975                                         |                                              | 5 384                                        |                                              |
| 1980                                            | 1980                                         |                                              | 5 780                                        |                                              |
| 1990                                            | 1990                                         |                                              | 5 891                                        | 292                                          |
| 1995                                            | 1995                                         |                                              | 6 112                                        | 295                                          |
| 2000                                            | 2000                                         |                                              | 5 973                                        | 303                                          |
| 2005                                            | 2005                                         |                                              | 6 115                                        | 306                                          |
| 2010                                            | 2010                                         |                                              | 6 304                                        | 317                                          |
| 2015                                            | 2015                                         |                                              | 6 496                                        | 327                                          |
| 2020                                            | 2020                                         |                                              | 7 075                                        | 398                                          |
| Anm.: Vellingebacken ingår i tätorten från 2020 |                                              |                                              |                                              |                                              |

## Bebyggelse
Vellinge består i centrum av bebyggelse i mindre flerfamiljshus på max fyra våningar belägna runt Stortorget. I bottenvåningarna av husen runt stortorget finns flera butiker och strax bredvid Stortorget ligger Lilla Torg omgärdat av byggnader från 1970-talet. Torget renoverades 2017 med sittplatser, parasoller, terrassvärmare och musikanläggning. Vid Lilla Torg ligger livsmedelsaffär, kafé och restauranger, gym, klädes- och blomsterbutik, frisör samt systembolaget. En del butiker och restauranger ligger också längs med Östergatan, Järnvägsgatan och Bankgatan. Servicen inkluderar optiker, klädaffärer, djuraffär, hälsokostaffär, pappershandel, järnaffär, tatuerare, frisörer, elaffär, datorservice, blomsterhandel, mäklare, restaurang/pub och pizzerior. 
I centrala Vellinge fanns två silobyggnader, varav den ena revs och byggdes om till ett åttavåningshus. Från Stortorget når man också Gästisparken och Vellinge Gästgivaregård. 
Utanför centrum ligger kommunens primära industriområde samt flera villaområden.
Vid Vellinge ängar finns kommunhuset beläget, kommunens enda gymnasieskola, Sundsgymnasiet, Badhuset Vanningen, vårdcentral, folktandvården samt bibliotek. Här ligger också motorvägsbusshållplatsen varifrån man når bussar som går mot Malmö, Trelleborg, Höllviken och Falsterbo.

## Skolor
Vellinge har vunnit "Sveriges bästa skolkommun" fem år i rad enligt Lärarförbundet. Rankingen bygger på statistik utifrån 13 kriterier som tar hänsyn till kommunernas olika förutsättningar och bakgrundsfaktorer, genom ett så kallat likvärdighetsindex som gör det möjligt att på ett rättvist sätt jämföra alla kommuner efter samma kriterier.

## Idrott
I Vellinge finns friidrottsföreningen IK Finish som bildades 1924 och har fostrat ett flertal ungdoms- junior- och seniorlandslagsfriidrottare. Klubben bedriver sin utomhusverksamhet på Vellinge IP vilket även fotbollsklubbarna Vellinge IF och Vellinge FF samt Vellinge Tennisklubb gör.
I Vellinge finns sedan 2007 också Södervångshallen som rymmer friidrottsytor samt en idrottssal med plats för två tennisbanor eller andra bollsporter.

## Näringsliv
Hvellinge spritfabrik grundades 1903 och tillverkade brännvin. Tillverkningen upphörde 1933. 1944–1951 huserade istället chokladfabriken Belcho i spritfabrikens lokaler. Under 1990-talet byggdes spritfabriken om till kontorshotell.

### Handel
Enligt SCB:s avgränsning av handelsområden för 2015 fanns ett sådant område i centrala Vellinge med koden 1233H001 och 14 arbetsställen för detaljhandel, bestående av de flesta kvarteren runt Stortorget samt en del söder därom runt Östergatan och Mårtensgatan. Avgränsningen för år 2020 gjordes snävare och bestod av 1970-talets centrumanläggning (se nedan) och ett område söder därom.
Under mitten av 1970-talet uppförde Vellingebyggen en ny centrumanläggning öster om Stortorget på det tidigare stationsområdet. Den huvudsakliga centrumbyggnaden uppfördes som längor med flera butiker, varav en med fasad mot Stortorget. Mellan längorna gjordes plats för ett mindre torg. Norr om centrumbyggnaden byggdes en livsmedelshall med plats för både Ica och Solidar. Arkitekt var Ulla Söderberg. Centrumanläggningen började byggas i maj 1976 och invigdes den 15 september 1977. Ica-handaren valde att kalla sin butik Toppen! medan Solidarbutiken fick heta Marknaden.
Modekedjan Pariso flyttade i slutet av 1970-talet sitt huvudkontor och lager till en nyuppförd byggnad i Vellinge industriby. Efter att Pariso gått i konkurs etablerade Dagab affären Prisjätten i en del av lokalen för att bland annat sälja livsmedel. Detta ledde till en långdragen process eftersom kommunen tidigare förbjudit livsmedelsförsäljning i industribyn. Prisjätten gick i konkurs 1987. Därefter tryckte Bergendahls på för att få etablera AG:s Favör i Prisjättens tidigare lokal. År 1992 beslutade kommunen om en förändring av stadsplanen som möjliggjorde friare etablering av livsmedelshandel, inklusive i industribyn. Ägaren bakom Hyllinge Cash tog över tomterna där bygghandels Kocks (tidigare Börjessons) hade legat på Kompanigatan. Där öppnades Vellinge Cash den 5 juni 1992. Senare samma år kom butiken att köpas av Bergendahls, som dock sålde vidare den till D-gruppen våren 1993. Vellinge Cash bytte namn till Matex år 1995. När Matexkedjan uppgick i Willys var butiken i Vellinge den sista att byta namn i februari 2004.
Solidars Marknaden bytte 1979 namn till K-marknaden för att under 1990-talets början bli en Konsum. Konsum i Vellinge övertogs 1994 av Vellinge Cashs tidigare ägare. Några år senare lades Konsum ner helt och Ica Toppen expanderade till dess lokal.

### Bankväsende
Vellinge hade från 1897 en egen sparbank, Vellinge sparbank. Den uppgick 1966 i Oxie härads sparbank. Vellinge har också haft jordbrukskassa/föreningsbank. Vellinges jordbrukskassa uppgick 1944 i Trelleborgs jordbrukskassa. Från invigningen av den nya centrumbyggnaden 1977 hade Föreningsbanken sitt kontor där.
Skånska handelsbanken öppnade den 24 oktober 1906 ett kontor i Vellinge. Den 15 april 1986 öppnade även Skånska banken ett kontor i Vellinge, varefter orten hade fyra banker.
Under 2019 lämnade Swedbank kontoret på Stortorget i Vellinge. Bankens kunder hänvisades till Höllviken. Den 19 mars 2021 stängde även Handelsbanken och hänvisade kunderna till Höllviken. Kvar i Vellinge fanns SEB.